# NHL Premiere Series

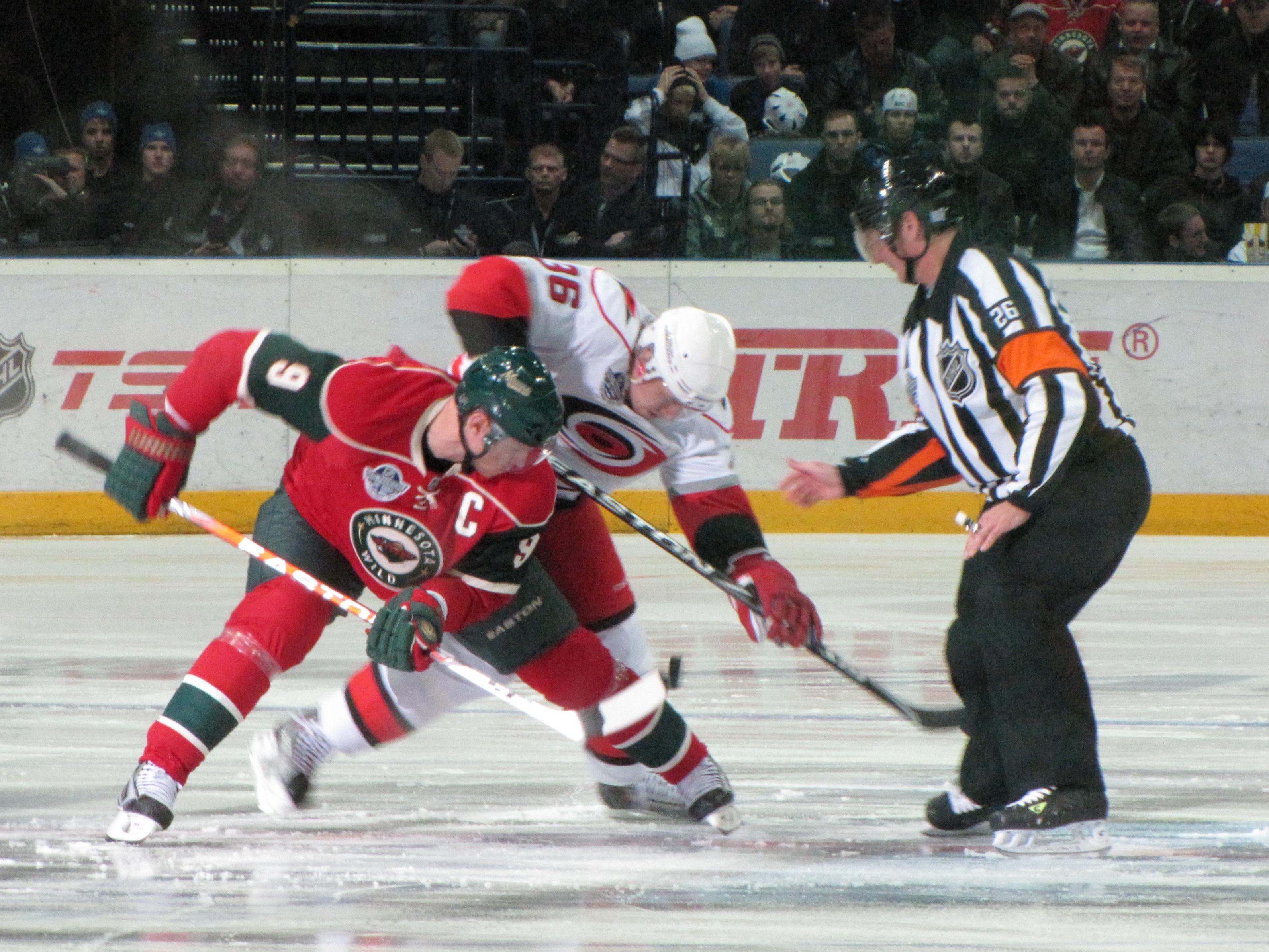
Finländarna Jussi Jokinen (Carolina Hurricanes) och Mikko Koivu (Minnesota Wild; röd-grönt) vid första tekning i första matchen som spelades i Hartwall Areena i Helsingfors i Finland den 7 oktober 2010 när NHL Premiere Series arrangerades.

NHL Premiere Series alternativt NHL Premiere var ett årligt återkommande sportarrangemang i National Hockey League (NHL) där grundspelsmatcher spelades utanför den nordamerikanska kontinenten och enbart i Europa mellan 2007 och 2011.

## Lista över NHL:sPremiere Series-matcher
| År   | Namn                               | Antal | Arenor och datum | Åskådare                                 | Matcher och resultat |                                           |
| ---- | ---------------------------------- | ----- | --- | ---------------------------------------- | --- | ----------------------------------------- |
| 2007 | NHL Premiere Series 2007           | 2     | O2-arenan (29 september) O2-arenan (30 september)                                                                                        | 17 300                                   | Anaheim Ducks 1–4 Los Angeles Kings Los Angeles Kings 1–4 Anaheim Ducks | [ 2 ] [ 3 ]                               |
| 2008 | NHL Premiere Series 2008           | 4     | O2 Arena (4 oktober) Globen (4 oktober) O2 Arena (5 november) Globen (5 oktober)                                                         | 17 085 13 699 17 085 13 699              | Tampa Bay Lightning 1–2 New York Rangers Ottawa Senators 3–4 Pittsburgh Penguins New York Rangers 2–1 Tampa Bay Lightning Pittsburgh Penguins 1–3 Ottawa Senators                                                                     | [ 4 ] [ 5 ] [ 6 ] [ 7 ]                   |
| 2009 | NHL Compuware Premiere Series 2009 | 4     | Hartwall Areena (2 oktober) Globen (2 oktober) Hartwall Areena (3 oktober) Globen (3 oktober)                                            | 12 056 13 850 11 526 13 850              | Chicago Blackhawks 3–4 Florida Panthers (SO) Detroit Red Wings 3–4 St. Louis Blues Florida Panthers 0–4 Chicago Blackhawks St. Louis Blues 5–3 Detroit Red Wings                                                                      | [ 8 ] [ 9 ] [ 10 ] [ 11 ]                 |
| 2010 | NHL Compuware Premiere Series 2010 | 6     | Hartwall Areena (7 oktober) Hartwall Areena (8 oktober) Globen (8 oktober) O2 Arena (9 oktober) Globen (9 oktober) O2 Arena (10 oktober) | 12 355 13 465 11 324 15 299 9 537 12 990 | Minnesota Wild 3–4 Carolina Hurricanes Carolina Hurricanes 2–1 Minnesota Wild Columbus Blue Jackets 2–3 San Jose Sharks Boston Bruins 2–5 Phoenix Coyotes San Jose Sharks 2–3 Columbus Blue Jackets Phoenix Coyotes 0–3 Boston Bruins | [ 12 ] [ 13 ] [ 14 ] [ 15 ] [ 16 ] [ 17 ] |
| 2011 | NHL Compuware Premiere Series 2011 | 4     | Globen (7 oktober) Hartwall Areena (7 oktober) Globen (8 oktober) O2 World Berlin (8 oktober)                                            | 13 800 12 355 13 800 15 299              | Los Angeles Kings 3–2 New York Rangers (OT) Buffalo Sabres 4–1 Anaheim Ducks Anaheim Ducks 2–1 New York Rangers (SO) Los Angeles Kings 2–4 Buffalo Sabres                                                                             | [ 18 ] [ 19 ] [ 20 ] [ 21 ]               |